# Elinor Kershaw
Elinor Kershaw, también conocida como Nell y Elinor K. Ince, (20 de diciembre de 1884 – 12 de septiembre de 1971) fue una actriz estadounidense que trabajó en cine y teatro; esposa del productor, director, guionista y actor Thomas H. Ince, y madre del actor Richard Ince y el escritor Thomas H. Ince Jr. Elinor era hermana de la actriz Willette Kershaw. Construyó el Château Élysée en Los Ángeles, un edificio residencial de apartamentos de larga duración para las estrellas de cine.
Se casó con el actor Holmes Herbert en 1930; el matrimonio término en divorcio.

## Filmografía
- The Love of Lady Irma (1910)
- Taming a Husband (1910)
- One Night and Then (1910)
- The Course of True Love (1910)
- Phone 1707 Chester (1911)